# Damir Szaripzianow
Damir Amirzianowicz Szaripzianow, ros. Дамир Амирзянович Шарипзянов (ur. 17 lutego 1996 w Niżniekamsku) – rosyjski hokeista narodowości tatarskiej, reprezentant Rosji, olimpijczyk.

## Kariera
- Rieaktor Niżniekamsk (2012-2013)
- Owen Sound Attack (2013-2016)
- Ontario Reign (2016-2017)
- Manchester Monarchs (2016/2017)
- Nieftiechimik Niżniekamsk (2017-2020)
- Awangard Omsk (2020-)

Wychowanek Nieftiechimika Niżniekamsk. W sezonie 2012/2013 grał w tamtejszej drużynie Rieaktor w juniorskich rozgrywkach MHL. Następnie w KHL Junior Draft 2013 został wybrany przez Nieftiechimik Niżniekamsk, a wkrótce potem w CHL Import Draft 2013 do kanadyjskich rozgrywek juniorskich przez klub Owen Sound Attack. W jego barwach rozegrał trzy sezony w lidze OHL. Następnie, w sierpniu 2015 podpisał kontrakt wstępujący do ligi NHL z klubem 	Los Angeles Kings. W jego barwach nie zagrał, zaś występował w zespołach farmerskich, Ontario Reign w AHL i Manchester Monarchs w lidze ECHL. W maju 2017 został wypożyczony do macierzystego Nieftiechimika w rozgrywkach KHL. W połowie 2018 został wystawiony przez LAK na listę waivers, po czym przez dwa kolejne lata nadal grał w Niżniekamsku. W maju 2020 przeszedł do Awangarda Omsk.
Uczestniczył w turniejach mistrzostw świata juniorów do lat 18 edycji 2014 oraz mistrzostw świata juniorów do lat 20 edycji 2016. W barwach reprezentacji Rosyjskiego Komitetu Olimpijskiego uczestniczył w turnieju zimowych igrzysk olimpijskich 2022.

## Sukcesy
Reprezentacyjne
- Srebrny medal mistrzostw świata juniorów do lat 20: 2016
- Srebrny medal zimowych igrzysk olimpijskich: 2022

Klubowe
- Puchar Gagarina: 2021 z Awangardem Omsk
- Złoty medal mistrzostw Rosji: 2021 z Awangardem Omsk
- Puchar Otwarcia: 2021 z Awangardem Omsk

Indywidualne
- KHL (2020/2021):
  - Najlepszy obrońca etapu - finał o Puchar Gagarina[6]
  - Piąte miejsce w klasyfikacji strzelców wśród obrońców w fazie play-off: 3 gole
  - Czwarte miejsce w klasyfikacji kanadyjskiej wśród obrońców w fazie play-off: 8 punktów
- KHL (2021/2022):
  - Najlepszy obrońca etapu - półfinały konferencji[7]
  - Czwarte miejsce w klasyfikacji strzelców wśród obrońców w fazie play-off: 3 gole
- KHL (2022/2023):
  - Pierwsze miejsce w klasyfikacji średniego czasu gry w meczu wśród obrońców w sezonie zasadniczym: 24,03
  - Pierwsze miejsce w klasyfikacji liczby zablokowanych strzałów w fazie play off: 55
- KHL (2023/2024):
  - Najlepszy obrońca miesiąca - listopad 2023[8]
  - Czwarte miejsce w klasyfikacji asystentów w sezonie zasadniczym: 44 asysty
  - Pierwsze miejsce w klasyfikacji asystentów wśród obrońców w sezonie zasadniczym: 44 asysty
  - Drugie miejsce w klasyfikacji kanadyjskiej wśród obrońców w sezonie zasadniczym: 53 punkty
- KHL (2024/2025):
  - Najlepszy obrońca miesiąca - luty 2025[9]
  - Piąte miejsce w klasyfikacji strzelców wśród obrońców w sezonie zasadniczym: 13 goli
  - Czwarte miejsce w klasyfikacji asystentów wśród obrońców w sezonie zasadniczym: 34 asysty
  - Drugie miejsce w klasyfikacji kanadyjskiej wśród obrońców w sezonie zasadniczym: 47 punktów
  - Złoty Kask (przyznawany sześciu zawodnikom wybranym do składu gwiazd sezonu)